# Relaciones Argentina-Serbia
Relaciones Argentina-Serbia se refiere a las relaciones internacionales entre las naciones de la República Argentina y Serbia.
Las relaciones diplomáticas entre Serbia y Argentina existían antes de la Segunda Guerra Mundial y fueron restauradas en 1946. Serbia tiene una embajada en Buenos Aires y Argentina tiene una embajada en Belgrado. La embajadora de Serbia en Argentina es Jela Baćović. El embajador de Argentina en Serbia es Estanislao Ángel Zawels.

## Características
Argentina y Serbia comparten una política exterior similar. Argentina ha declarado oficialmente el respeto de la integridad territorial y la soberanía de la República de Serbia. En 2008, después de que la provincia autónoma de Kosovo y Metohija declaró unilateralmente su independencia como República de Kosovo, el Ministro de Relaciones Exteriores argentino Jorge Enrique Taiana dijo que "si tuviéramos que reconocer Kosovo, que ha declarado su independencia de manera unilateral, sin un acuerdo con Serbia, que sentaría un peligroso precedente que amenazaría seriamente nuestras posibilidades de un arreglo político en el caso de las Islas Malvinas". Argentina tampoco reconocerá porque "apoya el principio de integridad territorial". Además, hizo hincapié en que el 1999 la Resolución 1244 del Consejo de Seguridad de las Naciones Unidas pidió que el acuerdo mutuo de todas las partes a resolver la controversia. Dijo que la Presidenta Cristina Fernández de Kirchner no daría ninguna declaración oficial sobre la cuestión, reiterando que no habrá reconocimiento de Kosovo. El 14 de abril de 2008 Ministro serbio de Asuntos Exteriores Vuk Jeremić visitó Argentina, y de acuerdo con el ministro de Relaciones Exteriores argentino Jorge Taiana, en una serie de medidas conjuntas dentro de las instituciones multilaterales internacionales relacionadas con Serbia del enfoque diplomático a Kosovo. Argentina apoyará la iniciativa de Serbia dentro de la Asamblea General de la ONU para pedir el dictamen de la Corte Internacional de Justicia sobre la legalidad del reconocimiento de la independencia unilateral de Kosovo y de manera activa defensora de que esta iniciativa es apoyada por los países de América Latina y dentro del Movimiento de Países No Alineados y el Mercosur. Durante la visita se acordó que Taiana visitaría Belgrado en junio y la presidenta Cristina Fernández de Kirchner en 2009.

## Tratados bilaterales
Esta es una lista de los tratados bilaterales firmados entre Argentina y Serbia. Los tratados firmados con Yugoslavia se han transferido directamente. Algunos tratados siguen siendo válidos para Montenegro.
| Firma                    | Tratado | Ciudad       | Vigencia                 |
| ------------------------ | --- | ------------ | ------------------------ |
| 8 de octubre de 1928     | Convención sobre la reciprocidad en el pago de indemnización por accidentes del trabajo                                                                               | Buenos Aires | 9 de enero de 1935       |
| 19 de septiembre de 1946 | Acuerdo estableciendo relaciones diplomáticas y comerciales | Buenos Aires | 19 de septiembre de 1946 |
| 19 de junio de 1965      | Convenio Comercial | Buenos Aires | 10 de mayo de 1967       |
| 19 de julio de 1974      | Proyecto del Convenio de Cooperación Económica | Buenos Aires |                          |
| 21 de septiembre de 1977 | Acta Final de II Reunión de la Comisión Mixta Argentino-Yugoslava | Belgrado     |                          |
| 21 de septiembre de 1977 | Convenio de Cooperación científica y Técnica | Belgrado     | 10 de agosto de 1979     |
| 21 de septiembre de 1977 | Convenio de Cooperación Económica y Técnica | Belgrado     | 3 de noviembre de 1978   |
| 4 de agosto de 1981      | Acuerdo sobre otorgamiento de visas para múltiples entradas y salidas a miembros de misiones diplomáticas y consulares que posean pasaportes diplomáticas y oficiales | Belgrado     | 31 de agosto de 1981     |
| 26 de octubre de 1987    | Acuerdo sobre supresión de visados a los pasaportes de ciudadanos argentinos y yugoslavos que viajen temporalmente                                                    | Buenos Aires | 16 de octubre de 1988    |
| 27 de octubre de 1987    | Acuerdo Veterinario y Sanitario | Buenos Aires | 27 de junio de 1988      |
| 27 de octubre de 1987    | Convenio de Cooperación Cultural | Buenos Aires | 20 de junio de 1996      |
| 26 de noviembre de 2014  | Acuerdo de Cooperación Científica y Tecnológica | Buenos Aires | 26 de noviembre de 2014  |
| 26 de noviembre de 2014  | Acuerdo de Cooperación en Áreas de la Educación y Cultura | Buenos Aires | 26 de noviembre de 2014  |